# Château d'Écaussinnes-Lalaing
Le château d’Écaussinnes-Lalaing est un ancien château-fort situé en Wallonie dont les origines remontent au XIe siècle. Bien que niché sur un escarpement rocheux dominant la Sennette, il se trouve aujourd’hui au cœur du village d’Écaussinnes qui s’est développé à ses pieds (dans le Hainaut, Belgique) et dont il est une des attractions touristiques principales. Le château est classé au patrimoine majeur de Wallonie.

## Histoire
En 1184, Baudouin V, comte de Hainaut, construit un premier poste fortifié sur cet emplacement stratégique, aux frontières du comté, et à proximité du duché de Brabant. À la fin du XIIIe siècle les occupants deviennent les seigneurs d’Ecaussinnes et construisent le château fort que nous connaissons aujourd’hui: un solide donjon de pierres entouré d’une enceinte irrégulière. La structure originale est plusieurs fois agrandie et modifiée au cours des siècles par les seigneurs d'Écaussinnes et surtout par leurs héritiers, les Lalaing.
En 1357, Jeanne du Rœulx, dame d’Écaussinnes se marie avec Simon VII de Lalaing. Le château devient et restera pour près d’un siècle la demeure des seigneurs de Lalaing. En 1428 Marie de Lalaing, arrière petite-fille de Simon I se marie avec Jean de Croÿ (+1473), premier comte de Chimay. Le domaine reste dans la famille de Croÿ durant plusieurs siècles. Le château ayant perdu son importance défensive, il est progressivement transformé en confortable demeure seigneuriale. Michel de Croÿ, fils du précédent, est le grand rénovateur de la première moitié du XVIe siècle. Une chapelle gothique est construite dans l’enceinte du château. Structurellement on peut dire que le château qui s’offre aux visiteurs d’aujourd’hui est celui de Michel de Croÿ. Les deux cheminées monumentales, dans la grande salle et au premier étage, datent de cette époque.
Marguerite de Lalaing, descendante de Marguerite de Croÿ et épouse du comte Florent de Berlaymont (+1620), vend le château qui passe par héritage et vente à diverses familles pour aboutir entre les mains des Van der Burch, en 1642 qui l’habitent jusqu’en 1854, date du décès du comte Charles-Albert van der Burch. Au XVIIIe siècle l’ensemble est redécoré en style rococo. La tour d’entrée, au style nettement différent, a été ajoutée par Antoine van der Burch (1670-1736).

## Temps modernes
Prosper-Louis, duc d’Arenberg, acquiert le château en 1854 mais ne s’intéresse qu’aux revenus de ses terres. Par héritage et alliance ses descendants le laissent à une famille princière italienne, les Aldobrandini, qui ne s’y intéressent pas davantage, le confiant à des communautés religieuses françaises exilées en Belgique, à la suite des lois antireligieuses du début du XXe siècle.
En 1922 le château fort négligé et en mauvais état est mis en vente: son riche patrimoine semble condamné à la dispersion. Le chanoine Edmond Puissant, collectionneur et archéologue de Mons s’y intéresse, le rachète, entreprend des travaux de restauration, y rassemble ses collections personnelles et l’ouvre au public en 1926.
Un des visiteurs se trouve être le comte Adrien van der Burch (1877-1954), descendant direct du comte Charles-Albert van der Burch, qui s’éprend du château de ses ancêtres. Ecaussinnes-Lalaing est racheté. Sans descendance, Adrien van der Burch confie son patrimoine à une fondation (Fondation van der Burch) qui continue son œuvre de mise en valeur des biens du château.

## Patrimoine
- Le rez-de-chaussée (et les sous-sols) du château évoquent particulièrement le Moyen Âge. Diverses animations et visites guidées sont organisées, particulièrement pour des groupes scolaires.
- Le musée rassemble les collections d’Adrien van der Bruch : porcelaines du Hainaut, mobilier des XVIIe et XVIIIe siècles.
- La ferme fortifiée, le jardin (créé en 1720) et l'ensemble du site furent l'objet d'un second classement en 1983.

Le château est ouvert aux visiteurs d’avril à fin septembre les dimanches après-midi. Des visites guidées sont organisées sur demande toute l'année.

## Dans la culture
Le château est l'un des lieux de tournage de Light Thereafter[réf. nécessaire].